# Coupe de la Ligue française masculine de handball 2010-2011
Navigation
Coupe de la Ligue 2009-2010 Coupe de la Ligue 2011-2012
La Coupe de la Ligue française masculine de handball 2010-2011 est la 10e édition de la Coupe de la Ligue française masculine de handball, organisée par la Ligue nationale de handball.
Le Montpellier Agglomération Handball, tenant du titre, remporte sa 7e Coupe de la Ligue en disposant en finale Chambéry Savoie HB 32 à 29,.

## Résultats

### Huitièmes de finale
Le Montpellier AHB et le Chambéry Savoie HB, respectivement champion et vice-champion de France 2009-2010, sont exemptés de huitièmes de finale et directement qualifiés pour les quarts de finale.
| Date Aller        | Club                     | Aller   | Total   | Retour  | Club                   | Date Retour       |
| ----------------- | ------------------------ | ------- | ------- | ------- | ---------------------- | ----------------- |
| 22 septembre 2010 | HBC Nantes               | 28 - 26 | 53 - 59 | 25 - 33 | Saint-Raphaël VHB      | 25 septembre 2010 |
| 22 septembre 2010 | RS Saint-Cyr Touraine HB | 29 - 33 | 50 - 66 | 21 - 33 | USAM Nîmes Gard        | 25 septembre 2010 |
| 22 septembre 2010 | Tremblay-en-France       | 27 - 23 | 47 - 46 | 20 - 23 | Istres OPH             | 25 septembre 2010 |
| 22 septembre 2010 | Dunkerque HGL            | 36 - 30 | 59 - 53 | 23 - 23 | Cercle Dijon Bourgogne | 25 septembre 2010 |
| 22 septembre 2010 | Toulouse Handball        | 24 - 24 | 57 - 52 | 33 - 28 | US Ivry                | 25 septembre 2010 |
| 22 septembre 2010 | OC Cesson                | 25 - 23 | 50 - 51 | 25 - 28 | Paris Handball         | 25 septembre 2010 |
| -                 | Montpellier AHB          | Exempté | Exempté | Exempté | -                      | -                 |
| -                 | Chambéry Savoie HB       | Exempté | Exempté | Exempté | -                      | -                 |

### Quarts de finale
| Date Aller      | Club              | Aller   | Total   | Retour  | Club               | Date Retour     |
| --------------- | ----------------- | ------- | ------- | ------- | ------------------ | --------------- |
| 20 octobre 2010 | Toulouse Handball | 31 – 34 | 54 – 67 | 23 – 33 | Montpellier AHB    | 23 octobre 2010 |
| 20 octobre 2010 | Dunkerque HBL     | 36 – 23 | 71 – 56 | 35 – 33 | Saint-Raphaël VHB  | 23 octobre 2010 |
| 20 octobre 2010 | USAM Nîmes Gard   | 31 – 35 | 57 – 67 | 26 – 32 | Chambéry Savoie HB | 24 octobre 2010 |
| 20 octobre 2010 | Paris Handball    | 25 – 25 | 49 – 48 | 24 - 23 | Tremblay-en-France | 24 octobre 2010 |

### Demi-finales
| Date Aller       | Club           | Aller   | Total   | Retour  | Club               | Date Retour      |
| ---------------- | -------------- | ------- | ------- | ------- | ------------------ | ---------------- |
| 10 novembre 2010 | Dunkerque HGL  | 29 – 26 | 55 – 57 | 26 – 31 | Montpellier AHB    | 14 novembre 2010 |
| 11 novembre 2010 | Paris Handball | 30 – 28 | 50 – 61 | 20 – 33 | Chambéry Savoie HB | 14 novembre 2010 |

### Finale
La finale se dispute en un match sec au Palais des sports de Pau :
| 18 décembre 2010 18h15 | Chambéry Savoie HB | 29 – 32   | Montpellier AHB      | Palais des sports, Pau Affluence : 6 000 Arbitrage : Nordine Lazaar et Laurent Reveret |
| 18 décembre 2010 18h15 | Damir Bičanić (11) | (13 – 17) | Nikola Karabatic (6) | Palais des sports, Pau Affluence : 6 000 Arbitrage : Nordine Lazaar et Laurent Reveret |
| 18 décembre 2010 18h15 | Rapport LNH        |           |                      | Palais des sports, Pau Affluence : 6 000 Arbitrage : Nordine Lazaar et Laurent Reveret |

Mené seulement lors de la première minute, Montpellier n'a jamais vraiment douté lors de cette finale de la Coupe de la Ligue. A l'image de Richard Štochl (de), homme du match et portier décisif avec 18 arrêts, c’est l’ensemble héraultais qui a mis la main sur la rencontre, de A à Z. Sûrs de leur force, les protégés de Patrice Canayer ont imposé un rythme élevé à des Chambériens un peu émoussés par leurs dernières semaines de compétition. Et si, à la mi-temps (13-17), l’espoir était encore permis pour les Savoyards, le retour des vestiaires leur fut fatal (16-22 à la 39e minute). Les banderilles précises de Samuel Honrubia (5/5), la puissance de Nikola Karabatic (6 buts) ou encore la finesse de David Juříček ont fait vaciller les hommes de Philippe Gardent. Malgré les efforts de Damir Bičanić (11/14) et de Karel Nocar (4/6), les leaders du championnat ne remportent pas ce trophée qui leur échappe depuis 2002.

## Vainqueur
| Vainqueur de la Coupe de la Ligue 2010-2011 Montpellier Agglomération Handball 7e victoire |